# C16H25N
化学式C16H25N的化合物（摩尔质量：231.383 g/mol）可以指：
- 二乙环利定（英语：Dieticyclidine）（PCDE），CAS号：2201-19-6
- 4-叔丁基-1-苄基哌啶，CAS号：7576-09-2

|  | 这个同类索引页列出了具有相同分子式的化学物（即同分異構體）条目。 除非您是有意链接至本页，否则应将相应条目的内部链接指向正确的条目。 |